# Lygodesmia texana
Lygodesmia texana là một loài thực vật có hoa trong họ Cúc. Loài này được (Torr. & A.Gray) Greene ex Small mô tả khoa học đầu tiên năm 1903.